# Vergeltungswaffen
Vergeltungswaffen (hrv. osvetnička oružja) je skupni naziv za oružja dugog dometa namijenjenih strateškim bombardiranjima tijekom Drugog svjetskog rata koje je koristio Treći Reich. Zamišljena su kao osveta za prijašnja saveznička bombardiranja njemačkih gradova.

## Opis
Većina se koristila ne samo protiv vojnih, već i protiv civilnih ciljeva, posebice na području Londona kao i na jugu Velike Britanije. U posljednjoj fazi rata prvenstveno za napade na Antwerpen i Liège s ciljem prekida opskrbe savezničkih postrojba na zapadnom frontu.
Najpoznatiji primjeri tih oružja su:
- krstareći projektil Fiesler Fi 103 (V-1)
- balistički projektil Aggregat 4 (V-2)
- top V-3.

Ostali primjeri uključuju: 
- V-4 - tzv. Reichenberg-Gerät: inačica V-1 s pilotskom kabinom[2]
- Aggregat 4b - tzv. Amerikarakete: inačica V-2 povećanog dometa[3] (nije proizveden)

## Psihološki učinci
Psihološki učinci tih oružja kod njemačkog stanovništva, poticani posebice nacističkom propagandom, bili su nezanemarivi. Među mnogobrojnim civilima i vojnicima je time ojačala vjera u konačnu pobjedu (tzv. Endsieg).

## Galerija
- Reichenberg-Gerät (V-4) prilikom konfisckacije od strane kopnene vojske SAD-a, 1945.
- Aggregat 4b u usporedbi s ostalim inačicama (skica)
- Proizvodnja balističkog projektila V-2, 1945.
- Lansiranje balističkog projektila V-2, 1945.
- Priprema lansiranja krstarećeg projektila Fiesler Fi 103, 1944.